# بيل شارمان
بيل شارمان (بالإنجليزية: Bill Sharman) مواليد 25 مايو 1926 في أبيلين - الوفاة 25 أكتوبر 2013، كان لاعب كرة سلة أمريكي أصبح مدرباً بدأ مسيرته الاحترافية في سنة 1950. بلغ طوله 6 قدم 1 بوصة (1.9 م). اعتزل اللعب في 1961.

## فرق لعب لها
- واشنطن كابيتولز
- بوسطن سيلتكس

## روابط خارجية
- بيل شارمان على موقع IMDb (الإنجليزية)
- بيل شارمان على موقع الموسوعة البريطانية (الإنجليزية)
- بيل شارمان على موقع إن إن دي بي (الإنجليزية)
- بيل شارمان على موقعبيزبول رفرنس.كوم (الدوري الثانوي) (الإنجليزية)
- بيل شارمان على موقع إن بي أي (الإنجليزية)
- بيل شارمان على موقع سبورتس رفرنس (الإنجليزية)
- بيل شارمان على موقع كلية كرة السلة في سبورتس رفرنس.كوم (الإنجليزية)
- بيل شارمان على موقع ريلجم (الإنجليزية)
- بيل شارمان على موقع بروبوليرز (الإنجليزية)
- بيل شارمان على موقع قاعة المشاهير الجامعة الوطنية لكرة السلة (الإنجليزية)
- بيل شارمان على موقع سبورتس رفرنس (الإنجليزية)